# Pierre Brumoy
Pierre Brumoy, né à Rouen le 26 août 1688 et mort à Paris le 16 avril 1742, est un homme de lettres et journaliste jésuite français.

## Biographie
Le père Brumoy a professé dans les collèges de son ordre. Il a fourni des articles au Journal de Trévoux. Il écrit un article intitulé Pensées sur la décadence de la poésie latine dans le Journal de Trévoux (Mémoires pour l'histoire des sciences & des beaux-arts) de mai 1722. Il constate que la poésie latine n'est plus à la mode et est reléguée dans les collèges. Il espère qu'en revenant à la philosophie et aux sciences la poésie néo-latine pourrait se réconcilier avec son siècle.
Il a publié le t. XI de L'Histoire de l’église gallicane commencée par Jacques Longueval et Pierre-Claude Fontenay qu’il avait été chargé de continuer.
L’ouvrage qui a fait sa réputation, le Théâtre des Grecs, contient les traductions de sept pièces, des analyses des autres, et débute par trois discours : Sur le théâtre grec ; Sur l’origine de la tragédie ; Sur le parallèle du théâtre ancien et du moderne. Malgré des infidélités de traduction et des vues étroites, cet ouvrage rendit le service de faire connaître au public des auteurs qui n’étaient accessibles qu’aux savants et fut réédité.
Il a assuré l'édition de l' Histoire de Tamerlan, empereur des mogols et conquérant de l'Asie en 2 volumes écrite par le Père jésuite Jean-Baptiste Margat de Tilly, de 1739. Elle a été composée à partir de deux textes arabes de Sharaf ad-Din Ali Yazdi et Ahmad ibn Arabshah. Mais cette édition a été condamnée et supprimée par la censure qui y a vu un portrait à peine déguisé et peu complaisant du Régent dans le deuxième tome. Le Père Margat de Tilly était alors à Saint-Domingue mais le Père Brumoy a dû se retirer à Arras.
On a encore de Brumoy un Recueil de diverses pièces en prose et en vers ; Œuvres diverses, (Paris, 1741, 4 vol. in-12), contenant des discours, trois tragédies, deux comédies en vers, jouées dans les collèges, et deux poèmes latins estimés, l’un sur les Passions, l’autre sur la Verrerie. Il eut part aussi aux Résolutions d’Espagne du père d’Orléans et à l’Histoire de Rienzi du père Du Cerceau.

## Publications
- La Vie de l'Impératrice Éléonore. Paris : J. B. de Maudouis, 1725 ;
- Le Théâtre des Grecs, ouvrage contenant des traductions et des analyses des tragiques grecs, avec des remarques, 1730, 3 vol. in-4°, et 1747, 6 vol. in-8° ; réimprimé avec des corrections et additions, par MM. Guillaume Dubois de Rochefort et Gabriel de La Porte du Theil, Pierre Prévost et André-Charles Brottier, 1785-1789, 13 vol. in-8° et par Raoul Rochette, 1820-1825, vol. in-8° ;
- La Boîte de Pandore, ou la Curiosité punie, comédie en 3 actes, La Haye, J. Neaulme, 1743. in-12 ;
- Le Couronnement du jeune David, pastorale en 4 actes, La Haye, J. Neaulme, 1743. in-12 ;
- Isac, tragédie en 5 actes, La Haye, J. Neaulme, 1743, in-12.

## Pour approfondir